# Єсільський сільський округ (Тимірязєвський район)
Єсі́льський сільський округ (каз. Есіл ауылдық округі, рос. Есильский сельский округ) — адміністративна одиниця у складі Тимірязєвського району Північноказахстанської області Казахстану. Адміністративний центр та єдиний населений пункт — село Єсіль.
Населення — 87 осіб (2021; 374 у 2009, 655 у 1999, 1083 у 1989).
Станом на 1989 рік існувала Ішимська сільська рада (села Ішимське, Нурунгуль). 2009 року Ішимський сільський округ перейменовано в Єсільський. 21 червня 2019 року було ліквідоване село Нурунгуль.

## Склад
До складу округу входять такі населені пункти:
| Населений пункт | Старі назви | Населення, осіб (1989) | Населення, осіб (1999) | Населення, осіб (2009) | Населення, осіб (2021) |
| --------------- | ----------- | ---------------------- | ---------------------- | ---------------------- | ---------------------- |
| Єсіль, село     | Ішимське    | 928                    | 503                    | 319                    | 87                     |
| Нурунгуль, село | -           | 155                    | 152                    | 55                     | -                      |